# Katalin Lakiné
Katalin Lakiné, född den 2 april 1948 i Debrecen, Ungern, är en ungersk handbollsspelare.
Hon tog OS-brons i damernas turnering i samband med de olympiska handbollstävlingarna 1976 i Montréal.